# Хогланд, Джеффри
Джеффри Хогланд (нидерл. Jeffrey Hoogland; род. 16 марта 1993) — нидерландский трековый велогонщик, двукратный олимпийский чемпион в командном спринте (2020 и 2024), 6-кратный чемпион мира, многократный чемпион Европы.
Является трёхкратным чемпионом мира в командном спринте 2018, 2019 и 2020 годов, чемпионом мира в гонке на время на 1 км в 2018 году, где он установил новый мировой рекорд на уровне моря. Хугланд выиграл серебряную медаль на Летних Олимпийских играх 2020 года в спринте и был частью команды, которая выиграла золотую медаль в командном спринте, установив новый олимпийский рекорд в финале.